# Минхенски псалтир
Минхенски псалтир (још и Српски псалтир, Минхенски буквар, Минхенски абецедар) (лат. Codex Monacensis Slavicus 4) је настао крајем 14. века и према мишљењу академика Војислава Ј. Ђурића, то је најраскошнија српска књига из средњег века. Рађен је или за кнеза Лазара (1371—1389) или за његовог сина Стефана (1389—1427) и има преко двеста страница, димензија 28 x 19.5 cm, од чега се на њих 148 налазе илустроване минијатуре. Писан је српском редакцијом црквенословенског језика, старом унцијалном ћирилицом, а данас је део колекције Баварске државне библиотеке, из Минхена.
Ово дело важно је за словенску палеографију јер садржи најстарији списак ћирилице и глагољице. У ћирилици је набројано слово „ђерв” што је одлика српске редакције старословенског језика. 
Није познато када је тачно настао, али је највероватније био део библиотеке Стефана Лазаревића. Касније је припадао библиотеци Ђурђа Бранковића (1427—1456) и сматра се да га је неко од његових потомака однео у фрушкогорски манастир Привина Глава.Патријарх српски Пајсије I (1614—1647) га је пронашао у манастирској ризници и позајмио га, да би псалтир укоричио и преписао 1629. године. Овај препис је касније завршио у Народној библиотеци Србије и уништен је током нацистичког бомбардовања Београда 06.04. 1941. године. Оригинал псалтира је током Великог бечког рата, један баварски официр 1688. године узео из манастира и понео са собом, да би га 1689. године поклонио манастиру Готесцел, у Баварској шуми. Књига 1782. године прелази у манастир светог Емерама у Регензбургу, а од 1810. године се налази баварској краљевској библиотеци. Псалтир је први објавио Ватрослав Јагић, 1906. године.